# Sarireja (Tanjung)
Sarireja is een bestuurslaag in het regentschap Brebes van de provincie Midden-Java, Indonesië. Sarireja telt 4336 inwoners (volkstelling 2010).